# Faktura (dokument)

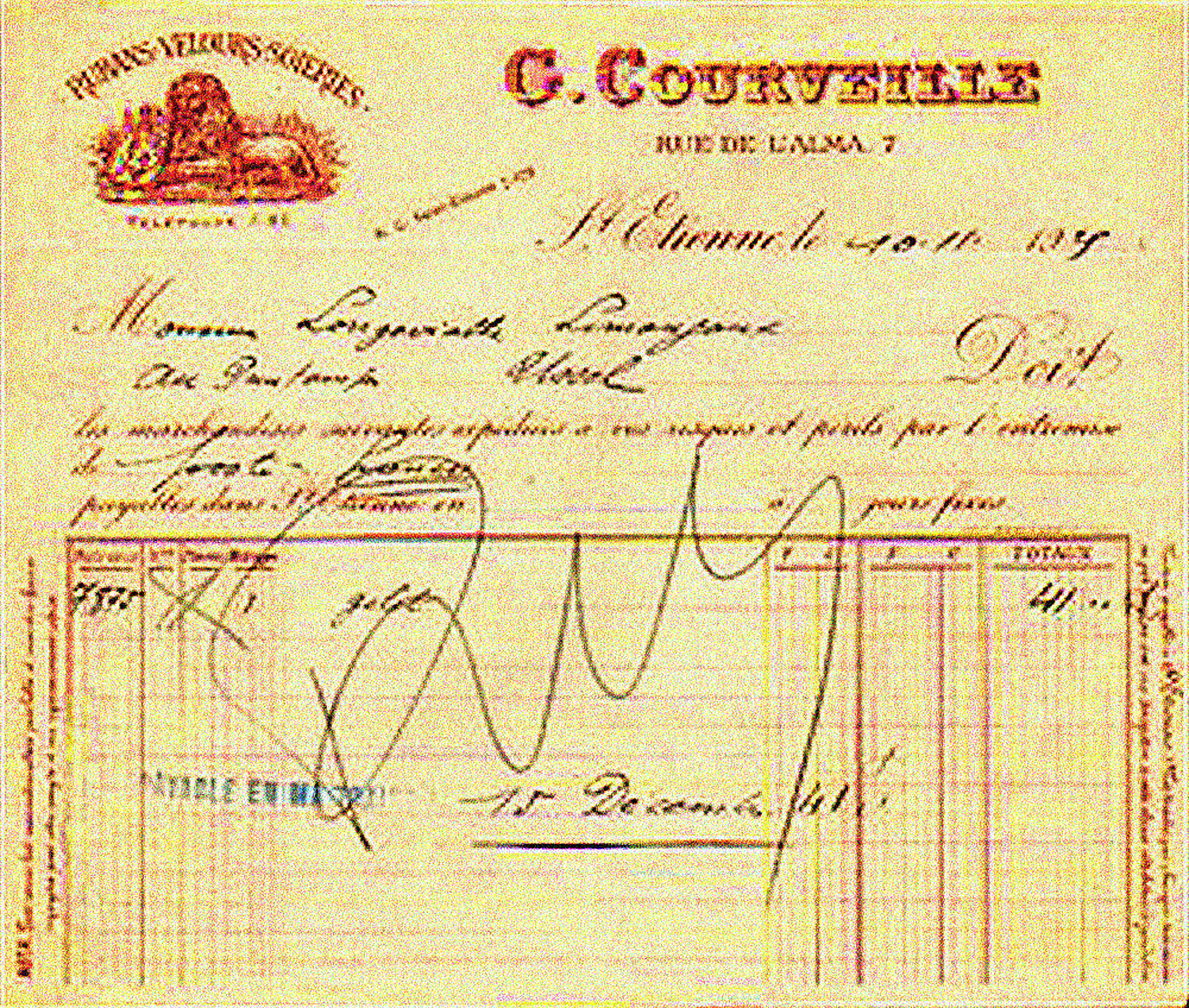
Faktura w 1925 roku

Faktura – dokument sprzedaży potwierdzający zaistniałą transakcję pośredniczących ze sobą stron. Faktura może być wystawiana w formie elektronicznej (e-faktura), jak i papierowej. Wystawienie i przekazanie faktury powoduje powstanie obowiązku podatkowego.

## Faktury w Polsce
Faktura VAT – szczególny rodzaj rachunku wystawiany przez podatników podatku VAT, podlegający osobnym przepisom. Faktura VAT nie musi posiadać określenia rodzaju faktury: „faktura VAT”, wystarczy samo określenie „faktura”.
Faktura powinna być wystawiona przynajmniej w dwóch egzemplarzach. Przy czym nie obowiązuje już rozróżnienie na „oryginał” i „kopię” faktury.
Faktura musi posiadać niezbędne elementy danych, aby mogła być uznana za fakturę. Obowiązek umieszczenia na fakturze szczegółowych danych jest wymagany przez Ustawę o podatku od towarów i usług, co oznacza, że niespełnienie tego wymogu wiąże się z konsekwencją prawną.
Faktura musi posiadać szczegółowe dane o transakcji:
- dane identyfikujące dokument: numer, data wystawienia,
- strony kupna-sprzedaży: sprzedawca i nabywca,
- specyfikacja przedmiotu transakcji: nazwa towaru lub usługi, liczba, cena, wartość,
- dane do rozliczenia obowiązujących podatków,
- podsumowanie łącznej należności,
- informacja o uzgodnionych terminach i formie zapłaty,
- informacje dodatkowe: sposób odbioru, miejsce dostawy i inne,
- podpisy uczestników transakcji (obecnie w Polsce wymagane wyłącznie w przypadku faktury VAT RR, wystawianej w transakcjach z rolnikami ryczałtowymi).

### Obowiązkowe elementy na fakturze
Zgodnie z ustawą o VAT faktura powinna zawierać:
- datę wystawienia,
- kolejny numer nadany w ramach jednej lub więcej serii, który w sposób jednoznaczny identyfikuje fakturę,
- imiona i nazwiska lub nazwy podatnika i nabywcy towarów lub usług oraz ich adresy,
- numer, za pomocą którego podatnik jest zidentyfikowany na potrzeby podatku,
- numer, za pomocą którego nabywca towarów lub usług jest zidentyfikowany na potrzeby podatku lub podatku od wartości dodanej,
- datę dokonania lub zakończenia dostawy towarów lub wykonania usługi lub datę otrzymania zapłaty, o ile taka data jest określona i różni się od daty wystawienia faktury,
- nazwę (rodzaj) towaru lub usługi,
- miarę i ilość (liczbę) dostarczonych towarów lub zakres wykonanych usług,
- cenę jednostkową towaru lub usługi bez kwoty podatku (cenę jednostkową netto),
- kwoty wszelkich opustów lub obniżek cen, w tym w formie rabatu z tytułu wcześniejszej zapłaty, o ile nie zostały one uwzględnione w cenie jednostkowej netto,
- wartość dostarczonych towarów lub wykonanych usług, objętych transakcją, bez kwoty podatku (wartość sprzedaży netto),
- stawkę podatku,
- sumę wartości sprzedaży netto, z podziałem na sprzedaż objętą poszczególnymi stawkami podatku i sprzedaż zwolnioną od podatku,
- kwotę podatku od sumy wartości sprzedaży netto, z podziałem na kwoty dotyczące poszczególnych stawek podatku,
- kwotę należności ogółem.

### Data wystawienia i data sprzedaży
W obecnie obowiązujących przepisach prawa opatrzenie faktury datami wygląda następująco:
- „Data wystawienia” – pozostaje bez zmian, jest nadal umieszczana na druku dokumentu faktury,
- „Data sprzedaży” jest zastąpiona przez „datę dokonania/zakończenia dostawy towarów” – zamiast daty sprzedaży obecnie podaje się „datę dokonania dostawy towarów lub zakończenia dostawy towarów”. Przy czym nie ulega wątpliwości, że data sprzedaży stanowi w istocie datę wykonania danej czynności, czyli datę dostawy towaru lub też datę wykonania usługi[3]. Informacja ta nie jest bezwzględnie wymagana – umieszcza się ją tylko na fakturze w przypadku, gdy ta data jest określona i różni się od daty wystawienia faktury.

### Obowiązkowe oznaczenia na fakturze
Oprócz obowiązkowych elementów danych na fakturze muszą znaleźć się także oznaczenia typowe dla określonego rodzaju statusu podatnika. Oznaczenia powinny być dodane w formie adnotacji i są to między innymi:
- Dodatkowa informacja o podstawie prawnej – dodają ją tylko podatnicy zwolnieni z VAT. Na fakturze zwolnionej z VAT powinna znaleźć się podstawa prawna uprawniająca do zwolnienia. Takiej adnotacji nie muszą podawać zwolnieni ze względu na nieprzekraczanie limitu obrotu w wysokości 200 000 zł.
- Oznaczenie „faktura VAT RR” – adnotacja powinna być dodana przez nabywców towarów od rolników ryczałtowych.
- Adnotacja „odwrotne obciążenie” – odnosi się do dostaw towarów lub usług, gdzie obowiązek rozliczenia podatku VAT leży po stronie nabywcy, zapis ten stosuje się w odniesieniu do towarów wymienionych w załączniku 11 do ustawy o VAT.

- Adnotacja „metoda kasowa” – skierowana do małych podatników, którzy wybrali metodę kasową i zadeklarowali swój wybór na druku VAT-R w urzędzie skarbowym.
- Adnotacja „samofakturowanie” – dodawana jest na fakturze sprzedaży (lub otrzymanej dokumencie potwierdzającym otrzymanie zaliczki) przez nabywcę towarów lub usług w przypadku, gdy faktury wystawiane są w imieniu sprzedawcy.
- Adnotacja „procedura marży dla biur podróży” – powinna być dodana przy sprzedaży, w której podstawą jest procedura VAT marży, np. przy świadczeniu usług turystyki (w tym wypadku podstawą opodatkowania jest marża)[3].
- Adnotacja „mechanizm podzielonej płatności” – obowiązkowa przy sprzedaży na kwotę powyżej 15 000 zł brutto, zapis powinien być stosowany dla towarów wymienionych w załączniku nr 15 do ustawy o VAT[5]
- Nazwę i adres organu egzekucyjnego lub imię i nazwisko komornika sądowego oraz jego adres – odnosi się do faktur dokumentujących dostawę towarów w trybie egzekucji, gdy faktury wystawiane są w imieniu dłużnika.
- Nazwę lub imię i nazwisko przedstawiciela podatkowego, jego adres oraz numer, za pomocą którego jest on zidentyfikowany na potrzeby podatku – dodawana jest na fakturach wystawianych w imieniu podatnika przez jego przedstawiciela podatkowego.
- Przebieg pojazdu lub liczbę godzin roboczych używania nowego środka transportu i datę dopuszczenia go do użytku – dotyczy faktur dokumentujących wewnątrzwspólnotową dostawę nowych środków transportu.
- Informacje o jednostce działającej w imieniu gminy jako odbiorca towarów lub usług – obowiązuje dla faktur dokumentujących wydatki urzędów obsługujących gminę, gdzie w pozycji nabywca widnieją dane gminy[6].

### Nieobowiązkowe określenia na fakturze
Wprowadzone zmiany w VAT zniosły obowiązki dotyczące umieszczania niektórych określeń na fakturach. Używanie starych określeń nie jest błędne, ale nie jest też wymagane przez przepisy prawa. Zmiany w ustawie o VAT przyniosły znaczne ułatwienia dla przedsiębiorców w wystawianiu faktur, z których mogą swobodnie korzystać. Między innymi:
- Wyrażenie „faktura VAT” – wcześniej było obowiązkowe na fakturze, obecnie nie jest ono wymagane. Jeżeli faktura będzie posiadała wyżej wymienione elementy[1], będzie uznana za prawidłową.
- Oznaczenie „kopia” i „oryginał” – wcześniej były obowiązkowe, obecnie te oznaczenia nie są wymagane na fakturze.
- Pieczątki firmowe i podpisy – wcześniej były obowiązkowe, obecnie nie ma potrzeby umieszczania podpisów i pieczątek na dole faktury.
- Wartość faktury wyrażona słownie – umieszczana zwyczajowo, jednak nie jest wymagana przepisami.
- Element obowiązkowych danych na fakturze „data sprzedaży” został zastąpiony przez „datę dokonania/zakończenia dostawy towarów”.
- Numer rejestracyjny pojazdu – wcześniej numer rejestracyjny pojazdu był obowiązkowy, obecnie nie jest wymagany[3].

### Anulowanie faktury
Faktura może zostać anulowana poprzez przekreślenie jej treści na obu egzemplarzach oraz dodanie do niej adnotacji o jej anulowaniu, zawierającej datę i podpis. Można to zrobić jedynie w przypadku, gdy faktura dotyczy transakcji niedokonanej i nie została jeszcze dostarczona do kontrahenta oraz nie została wprowadzona do obrotu prawnego. W każdym innym przypadku anulowanie faktury jest niemożliwe i jedynym rozwiązaniem prawnego umocowania zmian w kontrakcie lub transakcji, jest wystawienie korekty do faktury.

### Faktura elektroniczna
Faktura elektroniczna (e-faktura) jest dokumentem zrównanym z fakturą papierową. Do końca 2013 r. obowiązywało Rozporządzenie Ministra Finansów z dnia 20 grudnia 2012 w sprawie przesyłania faktur w formie elektronicznej, zasad ich przechowywania oraz trybu udostępniania organowi podatkowemu lub organowi kontroli skarbowej (Dz.U. z 2012 r. poz. 1528). Od 2014 przepisy o fakturze elektronicznej zawiera ustawa o VAT.
Za pomocą e-faktury można rozliczać się z fiskusem tak samo jak przy użyciu faktury tradycyjnej. Zgodnie z wyrokiem Naczelnego Sądu Administracyjnego faktura przesłana w formie elektronicznej, a następnie wydrukowana u odbiorcy nadal może być traktowana jako faktura tradycyjna (papierowa) i nie musi spełniać wymagań dla faktury elektronicznej.

#### Akceptacja fakturowania elektronicznego
Podstawowym warunkiem stosowania faktur w formie elektronicznej jest uzyskanie wcześniejszej akceptacji od kontrahentów. Akceptacja nie musi być zawarta w dokumentacji firmy, nie trzeba też o niej informować urzędu skarbowego. Opłacenie pierwszej e-faktury przez kontrahenta uznawane jest za wyrażenie zgody na elektroniczną wersję faktur. Wystawianie i przesyłanie e-faktur można rozpocząć następnego dnia po dokonaniu akceptacji przez odbiorcę. Z akceptacją e-faktur ściśle wiąże się też utrata prawa do ich wystawiania. Podatnik traci prawo do stosowania faktur elektronicznych (w przypadku cofnięcia akceptacji przez odbiorcę faktury) od dnia następującego po dniu, w którym otrzymał powiadomienie od odbiorcy o wycofaniu akceptacji.

### Faktura pro forma
Faktura pro forma – dokument będący zapowiedzią lub propozycją faktury (zwykle faktury VAT). Nie jest dokumentem księgowym.

### Podstawa prawna
Obowiązek dokumentacji operacji gospodarczych przy pomocy faktur definiuje ustawa z dnia 11 marca 2004 o podatku od towarów i usług (Dz.U. z 2023 r. poz. 1570), która popularnie zwana jest ustawą o VAT.
Zasady wystawiania faktur reguluje rozporządzenie Ministra Finansów z dnia 29 października 2021 w sprawie wystawiania faktur (Dz.U. z 2021 r. poz. 1979). Wcześniej zasady te regulowało rozporządzenie Ministra Finansów z dnia 3 grudnia 2013 w sprawie wystawiania faktur (Dz.U. z 2013 r. poz. 1485).  Jeszcze wcześniej zasady te zawierały przepisy rozporządzenia Ministra Finansów z dnia 28 marca 2011 w sprawie zwrotu podatku niektórym podatnikom, wystawiania faktur, sposobu ich przechowywania oraz listy towarów i usług, do których nie mają zastosowania zwolnienia od podatku od towarów i usług (Dz.U. z 2011 r. nr 68, poz. 360). Jeszcze wcześniej obowiązywało rozporządzenie Ministra Finansów z 28 listopada 2008 w sprawie zwrotu podatku niektórym podatnikom, wystawiania faktur, sposobu ich przechowywania oraz listy towarów i usług, do których nie mają zastosowania zwolnienia od podatku od towarów i usług (Dz.U. z 2008 r. nr 212, poz. 1337), które zastąpiło poprzednie, z dnia 25 maja 2005 (Dz.U. z 2005 r. nr 95, poz. 798). Rozporządzenie z 2005 r. było poprzedzone rozporządzeniem Ministra Finansów z dnia 27 kwietnia 2004 r. w sprawie zwrotu podatku niektórym podatnikom, zaliczkowego zwrotu podatku, zasad wystawiania faktur, sposobu ich przechowywania oraz listy towarów i usług, do których nie mają zastosowania zwolnienia od podatku od towarów i usług (Dz.U. z 2004 r. nr 97, poz. 971).

## Duplikat faktury
Jest to dokument wystawiany na podstawie faktury pierwotnej, w przypadku zaginięcia lub zniszczenia dokumentu pierwotnego.
Duplikat faktury wystawiany jest na podstawie drugiego egzemplarza przekazanego do nabywcy lub za pośrednictwem programu online do wystawiania faktur. W przypadku rejestrowania faktur w programie online do wystawiania faktur istnieje możliwość pobrania duplikatu wystawionej faktury.

### Podmioty wystawiające
Duplikat faktury wystawiany jest przez następujące podmioty:
1) podatnik lub upoważniona przez niego do wystawiania faktur osoba trzecia, wystawia ponownie fakturę:
- a) na wniosek nabywcy – zgodnie z danymi zawartymi w fakturze będącej w posiadaniu podatnika,
- b) zgodnie z danymi zawartymi w fakturze będącej w posiadaniu nabywcy;

2) nabywca, o którym mowa w art. 106d ust. 1 lub art. 106k ust. 1, wystawia ponownie fakturę:
- a) na wniosek podatnika – zgodnie z danymi zawartymi w fakturze będącej w posiadaniu nabywcy,
- b) zgodnie z danymi zawartymi w fakturze będącej w posiadaniu podatnika;

3) podmiot, o którym mowa w art. 106c, wystawia ponownie fakturę:
- a) na wniosek nabywcy lub dłużnika – zgodnie z danymi zawartymi w fakturze będącej w posiadaniu tego podmiotu,
- b) zgodnie z danymi zawartymi w fakturze będącej w posiadaniu nabywcy lub dłużnika.

### Elementy danych
Według ustawy o podatku od towarów i usług duplikat faktury obowiązkowo zawiera:
„Faktura wystawiona ponownie powinna zawierać wyraz «DUPLIKAT» oraz datę jej wystawienia.”